# オズモンド・ブラザーズ
オズモンド・ブラザーズ（The Osmond Brothers）は、アメリカ合衆国の兄弟音楽グループ。後にオズモンズ（The Osmonds）と改名する。

## 来歴
オズモンド家の9人兄弟のうち、三男から六男（アラン、ウェイン、メリル、ジェイ）までの4人で少年コーラスグループ「オズモンド・ブラザーズ」を結成する。ちなみに、長男ジョージ・バール・オズモンド・ジュニアと次男トムは難聴であった。
1962年から1971年まで『アンディ・ウィリアムス・ショー』にレギュラー出演する。
1963年、アルバム『Songs We Sang on The Andy Williams Show』でレコード・デビューをする。
七男のダニーが加わる。
1969年4月に初来日し、フジテレビ放送の『ミュージックフェア』などに出演する。12月、『夜のヒットスタジオ』に初の海外ゲストとして出演する。また、両親、長女マリー、八男ジミーと共に、1970年頃からカルピスのCMに出演し、日本語のCMソング「カルピスのうた」（同名で2曲が存在する）も担当する。
1970年11月、「オズモンズ」と改名してシングル「ワン・バッド・アップル（One Bad Apple）」を発売する（この時点で日本での名義はオズモンド・ブラザーズのまま）。同曲が翌年2月から5週連続全米1位を記録する。
1972年、テレビアニメ『The Osmonds』が放送される。

## ディスコグラフィ

### スタジオ・アルバム
- Songs We Sang on The Andy Williams Show (1963年)
- We Sing You a Merry Christmas (1963年)
- Preview: The Travels of Jaimie McPheeters (1963年)
- The Osmond Brothers Sing The All Time Hymn Favorites (1964年)
- 『ニュー・サウンド・オブ・ザ・オズモンド・ブラザーズ』 - The New Sound of The Osmond Brothers Singing More Songs They Sang on The Andy Williams Show (1965年)
- 『オズモンド・ブラザースの素敵な世界』 - The Wonderful World of The Osmond Brothers (1968年)
- 『メリー・クリスマス/オズモンド・ブラザーズと共に』 - Merry Christmas (1969年)
- 『ハロー! オズモンド・ブラザーズ』 - Hello! The Osmond Brothers (1970年)
- 『オズモンド・ブラザーズと楽しいクリスマス』 - Christmas Holiday With The Osmonds (1970年)
- 『ワン・バッド・アップル』 - Osmonds (1970年) ※オズモンズ名義
- 『ホームメイド』 - Homemade (1971年) ※オズモンズ名義
- 『フェイズ3』 - Phase III (1972年) ※オズモンズ名義
- 『クレイジー・ホース』 - Crazy Horses (1972年) ※オズモンズ名義
- 『ザ・プラン』 - The Plan (1973年) ※オズモンズ名義
- 『ウィ・ハヴ・ア・パーティ』 - Love Me for a Reason (1974年) ※オズモンズ名義
- 『プラウド・ワン』 - The Proud One (1975年) ※オズモンズ名義
- 『ブレインストーム』 - Brainstorm (1976年) ※オズモンズ名義
- Osmond Christmas Album (1976年) ※オズモンズ名義
- 『ステッピン・アウト』 - Steppin' Out (1979年) ※オズモンズ名義
- The Osmond Brothers (1982年)
- One Way Rider (1984年)
- I Can't Get There Without You (2012年)
- Merry Christmas (2016年)
- A Rockin' Merry Christmas (2021年)